# Fuel (Fuel)
Fuel è il secondo EP del gruppo musicale statunitense omonimo, pubblicato il 17 marzo 1994.

## Tracce
1. Gray
2. Blind
3. Forgiveness
4. Counter
5. What More Am I
6. Stripped Away
7. Happy
8. Alive & Dying